# Schermer Wijninkopers & Distilleerderij
Schermer Wijnkopers & Distillateurs v.o.f. (begonnen als Schermer en Zoon) is een Nederlandse wijnkoper en distilleerderij gevestigd in de Noord-Hollandse stad Hoorn. Het bedrijf is op 24 juli 1782 opgericht door Barend Schermer. Het bedrijf bleef tot 1982 in handen van de familie Schermer, dat jaar namen Paul Blom en zijn vrouw het bedrijf over. Sinds 2002 is het bedrijf bij Koninklijke beschikking Hofleverancier. Blom is in 2009 uit het bedrijf gestapt, waarna het wordt voortgezet door zijn twee dochters en schoonzoon, Esther, Tanja en Martin. 

## Geschiedenis
Hoewel de distilleerderij officieel op 24 juli 1782 door Barend Schermer werd opgericht, was de grootvader van Barends vrouw al in 1730 actief met 'gedistilleerde wateren', dit deed hij in hetzelfde pand als waar het bedrijf Schermer later werd opgericht. De distilleerderij stookte niet zelf, maar kocht jenever in bij Jean d'Arrest en Zoonen in Weesp. Het eerste vat van 683 liter kostte hem 140 gulden en 15 stuivers, hierbij kwam nog 3 gulden en 7 stuivers voor een zegel. Barend gaf pas twee maanden later het verschuldigde bedrag mee aan een beurtschipper, zodat hij d'Arrest terug kon betalen. In 1785 blijkt de samenwerking groter te zijn geworden, want dat jaar kocht Barend voor meer dan 2.000 gulden aan jenever bij Jean d'Arrest en Zoonen. Op 25 februari 1783 leverde de distilleerderij Wijnand Focking uit Amsterdam voor het eerst aan Schermer. Het gaat hierbij om een bedrag van 11 gulden, 14 stuivers en 8 centen. Vanaf het begin van de 19e eeuw gaat het bedrijf ook handelen in wijnen, deze werden verhandeld per oxhoofd, dat zijn vaten van 220 liter.
Op 1 oktober 1977 werd de naam Schermer en Zoon gewijzigd in Schermer Wijnkopers b.v. Het bedrijf bleef tot 1982 in handen van de familie Schermer, in 1982 nam Paul Robert Blom het bedrijf van zijn werkgever over. Op 24 mei 2002 kreeg het bedrijf, vanwege het 220-jarig bestaan, het recht om het predicaat van hofleverancier te voeren.
Het bedrijf begon met een pand aan het Kleine Noord in Hoorn. In de loop der jaren breidde Schermer nog uit met verschillende panden in de stad zelf, waaronder een tegenover de Grote kerk, maar later ook buiten Hoorn. Andere plaatsen waar Schermer panden kocht zijn Amsterdam en Weesp, in Amsterdam ging het om meerdere winkels en twee depots. Heden is het bedrijf gevestigd op de Geldelozeweg 47 op de plek waar ooit de watertoren van Hoorn stond. 
Sinds 1982 wordt het bedrijf gerund door Esther Ophoff-Blom, Tanja Philipse-Blom en Martin Philipse.